# 新城县 (河北省)
新城县，唐朝时设置的县，在今河北省保定市高碑店市。
大和六年（832年），以故督亢地置新城县，属涿州。后废。后唐天成四年（929年），析范阳县复置新城县。后晋时，割让涿州予契丹（辽朝）。新城县与涿州同属辽金。元朝时，属雄州。明朝洪武初年，属北平府，后属保定府。清朝，沿袭。
民国初年，保定府废，先后属于范阳道、保定道。最后归河北省直辖。1948年10月，解放军占领新城县。1949年，后属保定专区，1958年并入涿县。1961年，复置新城县。1968年，保定专区改保定地区，仍隶之。1993年，中国国务院批准，撤县建市，仍属保定地区。1994年，保定地区与保定市合并，设立地区级保定市，改属河北省直辖，实际上由地区级保定市代管。